# Sittard
Sittard er en hollands by i provinsen Limburg. Med knap 37.000 indbyggere fordelt på 18.07 km² i 2021, var det den største by i kommunen Sittard-Geleen.